# Parcul Șipote-Cetate din Suceava

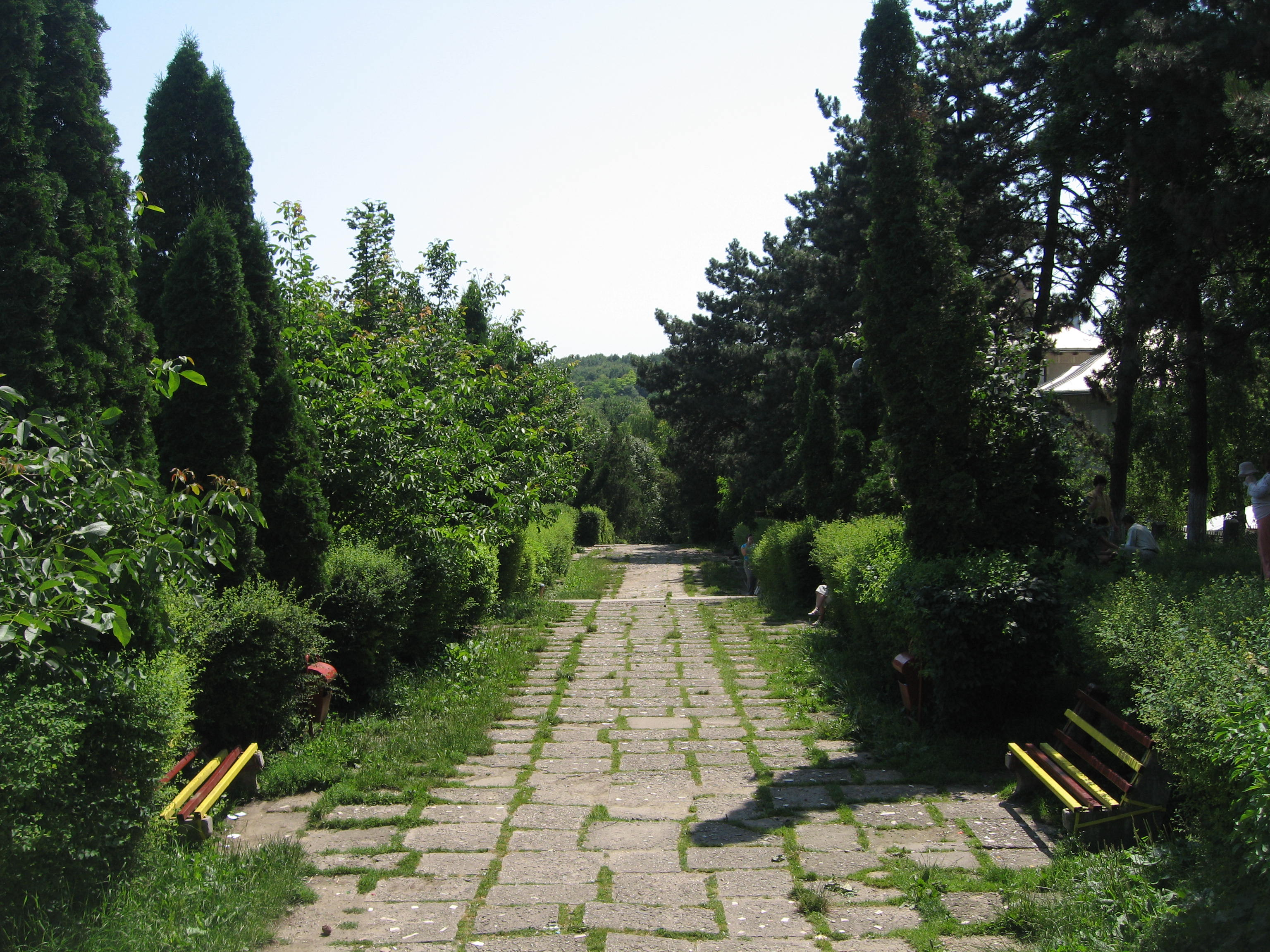
Parcul Șipote-Cetate din Suceava

Parcul Șipote-Cetate (cunoscut și sub numele Parcul Șipote sau Parcul Cetății) este un parc dendrologic amenajat în partea de sud-est a municipiului Suceava, în imediata vecinătate a Cetății de Scaun. El se află pe valea pâraielor Șipot și Cetății (pârâul Târgului sau Cacaina). Principalul monument din parc este statuia ecvestră a lui Ștefan cel Mare, operă a sculptorului Iftimie Bârleanu, dezvelită în anul 1977.

## Istoric
Parcul Șipote-Cetate se întinde pe o suprafață de 7 hectare. El a fost amenajat între anii 1975–1977, când s-au trasat alei, peluze și rondouri de flori, s-au amenajat locuri pentru joaca copiilor, s-au construit terenuri sportive și o cabană-restaurant, s-au amplasat elemente decorative.
Parcul a fost împărțit în patru sectoare: vegetație de munte (1,95 hectare), vegetație de deal (2 hectare), vegetație de câmpie (1,35 hectare) și vegetație de luncă (1,70 hectare). S-a plantat circa 95% din suprafață cu aproape 7.000 de puieți. Printre speciile de arbori și arbuști plantate sunt de menționat următoarele: brad, tisă, molid, pin silvestru, plop alb, plop negru, ienupăr ornamental, salcâm japonez, fag, mesteacăn, nuc american, liliac etc.

## Proiect de modernizare

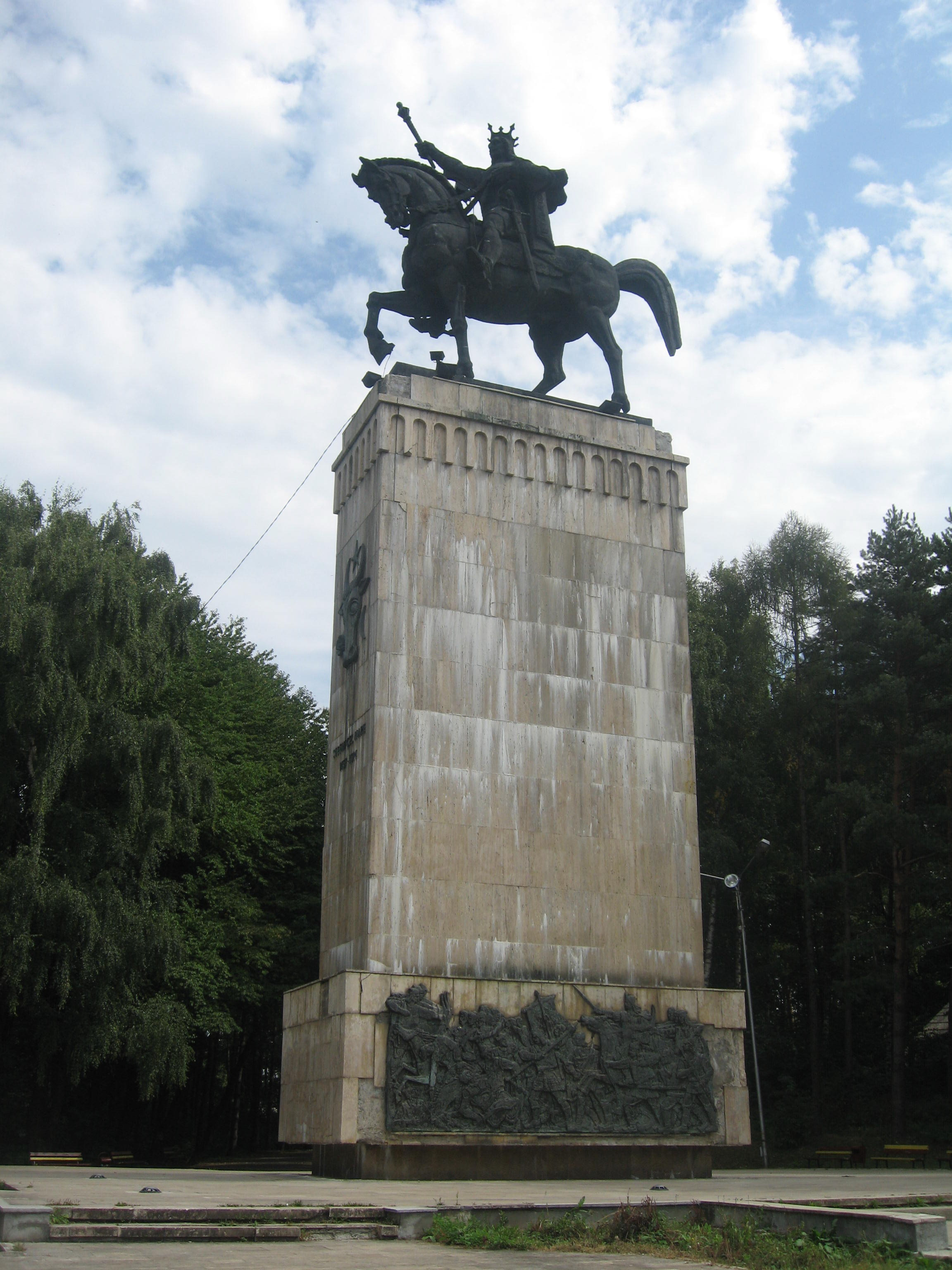
Statuia ecvestră a lui Ștefan cel Mare

În august 2023, Primăria Suceava a anunțat existența unui amplu proiect de reabilitare și modernizare a parcului. Astfel, vor fi amenajate 23 de grădini tematice și un traseu tematic de pelerinaj religios, un amfiteatru cu o capacitate de 200 de locuri, două zone cu locuri de joacă, tiroliană, traseu cu obstacole, zonă de fitness și o pistă de biciclete de 5 kilometri care va merge până la baza statuii ecvestre a voievodului Ștefan cel Mare.
„Avem în proiect grădină cromatică de acces, grădină de arțar, grădină cromatică violet, grădină cromatică roșie, grădină cromatică aurie, grădină educațională, adică o minigrădină botanică care se cheamă Țara Fagilor, grădină cromatică de magnolii, grădină cromatică de aramă, grădină artistică experimentală, grădină aromată și olfactivă, grădină terapeutică labirint, grădina izvorului, grădina păsărilor cu zonă protejată de cuibărit, grădină de mesteceni cu zonă protejată de cuibărit, grădină senzorială, grădină cromatică de cireș, acumulare de apă cu sălcii, grădină amfiteatru, grădină de rododendroni și azalee, grădină de tip trandafiri și rozmarin, grădină de tip livadă comunitară, grădină de stejari goruni, grădină de plante pedente și liane.”—Ion Lungu, primarul Sucevei, august 2023
De asemenea, în Parcul Șipote vor mai fi amenajate 10 pavilioane multifuncționale – pentru picnic, pentru odihnă, pentru activități educaționale, pentru expoziții și pentru informare, trei turnuri de observație a păsărilor, trei platforme de belvedere cu foișoare, patru cișmele racordate la rețeaua de apă a orașului și trei grupuri sanitare. Proiectul include și un spațiu interactiv – Izvor – la baza Cetății de Scaun.